# 岩男仁蔵
岩男 仁蔵（仁藏、いわお にぞう / じんぞう、1888年（明治21年）9月23日 - 1982年（昭和57年）2月23日）は、日本の教育者、公吏、政治家。参議院議員。

## 経歴
大分県出身。1909年（明治42年）大分師範学校を卒業した。同年、大分県小学校訓導に就任。
以後、小学校長、郡視学、県視学、地方事務官、大分県知事官房主事、同県内務部商工水産課長などを歴任。満州国に転じ、同理事官、文教部庶務課長を務めた。
その後、大分県農業会長、同県農業保険組合連合会会長、同県青果物荷受組合連合会理事長、同県食糧営団理事、(有) 大分県農機具修理工場取締役会長、九州種苗殖産会長などを務めた。
1947年（昭和22年）4月の第1回参議院議員通常選挙に大分県地方区から国民協同党所属で立候補して当選し、その後、改進党に所属し参議院議員を1期務めた。この間、参議院決算委員長を務めた。
1964年11月の秋の叙勲で勲三等に叙され、旭日中綬章に叙された。
1982年2月23日、心不全、肺炎のため、大分市医師会立アルメイダ病院で死去した。93歳没。同年3月23日、特旨を以て位五級を追陞され、死没日付をもって従七位から正五位に叙された。